# Metacatharsius bidentatus
Metacatharsius bidentatus är en skalbaggsart som beskrevs av Ferreira 1964. Metacatharsius bidentatus ingår i släktet Metacatharsius och familjen bladhorningar. Inga underarter finns listade i Catalogue of Life.